# Short Sharp Shock
Short Sharp Shock (SSS) er et britisk trash metal-band fra Liverpool og deres pladeselskab er Earache Records.

## Medlemmer
- Foxy – Vokal
- Mark – Bas
- Stu – Guitar
- Dave "Xtra long" Archer- Trommer